# 亀田川

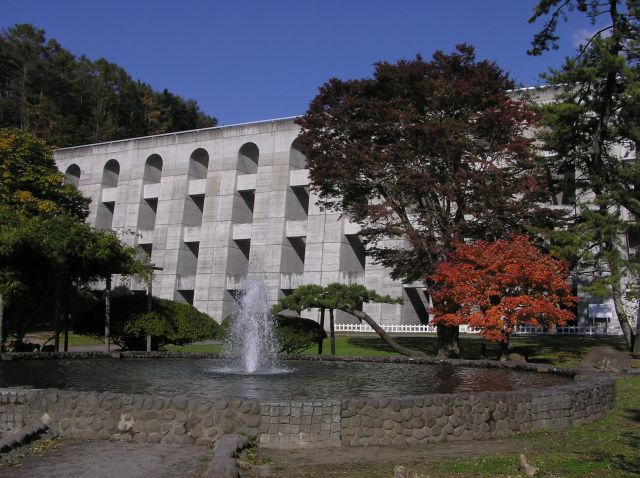
支流笹流川の笹流ダム

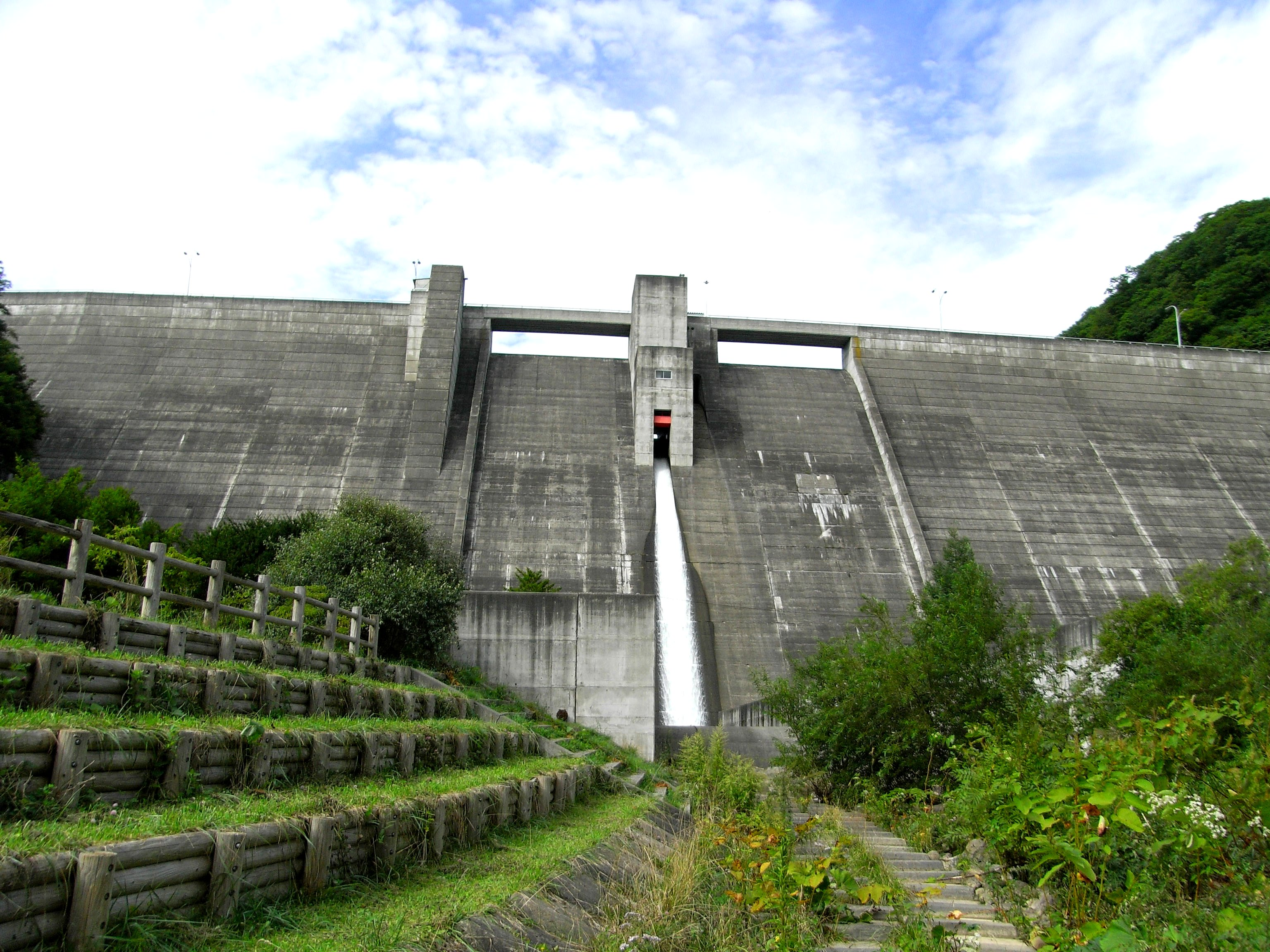
本流の新中野ダム

亀田川（かめだがわ）は、北海道函館市を流れ津軽海峡に注ぐ二級河川亀田川水系の本流である。

## 地理
北海道函館市北部の袴腰山（袴腰岳）を源に黒井川と赤井川として南に流れる。途中合流し、タタラ沢川の源流部をかすめ新中野ダム（なかの湖）へ流入する。公立はこだて未来大学の東を流れ、笹流川と合流、神山に至って急に緩やかになり扇状地を形成、昔時は乱流して神山、中道、鍛治に肥沃な砂壌地帯を造成した。五稜郭付近まで北海道道347号赤川函館線に沿って流れ、函館段丘の西側に沿い、いわゆる函館の陸繋砂州（トンボロ）上を南下、大森浜より津軽海峡に注ぐ。
2018年（平成30年）現在、函館の陸繋砂州（トンボロ）の上だけでなく扇状地上にも市街地が広がっている。この扇状地は概ね6度から8度の傾斜があり、先端部は日吉町段丘を覆っている。

## 名称
亀田川と呼ばれる前は大川と呼ばれていた。上流を指し、地名にもなっている赤川は古くは「ワッカペツ」(飲み水の適した川)と呼ばれていた。なお、亀田の由来については亀田市の項を参照。

## 河道・治水・水質改善
暴れ川問題
亀田川は元々暴れ川であり、約1,000年前以前は、主として山沿いに神山、鍛冶の神社方向に向かい、途中小島川、陣川、七五郎沢川を併せて、鮫川に合流していた。時々川筋は変わっていたが、ほぼこの方向に一定と推定されている。
約1000年前からは川筋を変え、梁川交通公園の裏手付近より亀田村に流れ込み、亀田八幡宮の森を通って北洋銀行万代町支店付近で函館港（亀田湊）に注いでいた。
なお、川筋を函館港（亀田湊）に変えた後も出水時は現在の川筋だけでなく、神山稲荷神社の下と二手に分かれて流れていた。
1702年（元禄15年）～1703年（元禄16年）に大洪水が起き、その時の土砂で河口付近が埋まり交易船が着けなくなった（亀田湊の衰退と箱館湊の発展、函館港を参照）。『福山秘府』には元禄15年7月29日と元禄16年6月4日から10日（いずれも旧暦）に亀田村にて洪水があったと記録されている。
亀田川の分流・上水道建設
水害対策と函館への生活用水確保の目的で1859年（安政6年）、青森県下北郡川内村（現在のむつ市）の願乗寺の僧侶・堀川乗経が中心となり白鳥橋辺りから横堀（現・銀座通り）へ分流させた（その跡は高砂通り）。元の亀田川を古亀田川、新しい亀田川を新亀田川としたが、新亀田川はもっぱら堀川や願乗寺川と呼ばれた。この分流は小舟による水運にも活用され、湿地も乾燥したことから両岸が急速に発展した。旧河川敷の窪地は北海道教育大学函館校の南側隣接地に帯状に、同大学敷地内には兵六池として三日月湖が、亀田八幡宮参道には石造りの太鼓橋が残る。
しかし、年々土砂を運び港内を埋め、1877年（明治10年）ごろからコレラなど伝染病が出始めたので、西洋の近代的水道を作ることもあり、1883年（明治16年）に内務省に雇われていたオランダの土木技師ローウェンホルスト・ムルデル（Anthonie Thomas Lubertus Rouwenhorst Mulder）の提案と設計により、1888年（明治21年）、大森浜への転注を行い、亀田川掘割、のちの新川と呼んだ。ただし昭和9年函館大火（一般的には単に函館大火と呼ばれる）では避難の妨げになり悲劇が起きた。なお、塵芥物が堆積して衛生上も好ましくないとの理由で1888年（明治21年）から1889年（明治22年）にかけて願乗寺川の埋め立てを実施した（函館区史）。
水質汚濁問題
上水道に対して下水道は旧態依然とした明渠または暗渠を通じて亀田川や周辺海域に直接放流されるままで、それが深刻な水質汚濁問題を引き起こした。高度経済成長時代の1970年代から顕著となる。当時の水質調査データから中流部での汚濁はもっとも深刻であった。1980年代は改善したものの、バブル経済期の1990年（平成2年）直後に再び悪化、2002年（平成14年）まで河川内での自然浄化能力を超過していた。1973年（昭和48年）の旧・亀田市の函館市編入による（亀田川の扇状地上の）急速な市街化（宅地化）が原因とされる。事実、函館市役所本庁管内の世帯数は1965年（昭和40年）をピークにそれ以降減少傾向、湯川支所管内は1980年（昭和55年）をピークに停滞傾向、1973年（昭和48年）の函館・亀田両市境界線が消滅した瞬間、まるで堰を切ったかのように人口の旧・亀田市（亀田支所管内）への大移動が始まった。合併後の数年間はちょうど核家族化、マイホームブームが進行した時代だった。
住宅評論家の櫻井幸雄によると、マイホームブームと言われたのは昭和後期、1970年代から1980年代。昭和後期は郊外の庭付き一戸建てが夢のマイホームと呼ばれた時代だった。なお、1990年代のバブル経済期以降は都心マンションが人気になる。
1965年（昭和40年）の洪水被害をきっかけとして、1984年（昭和59年）には洪水や下流の水質汚濁問題（→河川維持放流）の解決で、北海道の「亀田川総合開発事業」によって函館市の水道専用ダムだった中野ダムをかさ上げ工事を行い、補助治水ダム化した重力式コンクリートダム「新中野ダム」が完成した。また、函館市の1990年（平成2年）から2005年（平成15年）まで下水道整備と利用者の増加、そして流域人口の減少の影響もあり水質改善に至った。

## 利水

### 箱館龜田五稜郭御上水と製氷
五稜郭の濠へ注入する用水、五稜郭の背後に作られた箱館奉行所役宅への給水、箱館奉行所への給水を目的として亀田川から上水が引かれた。(現在の西堀病院職員駐車場)五稜郭裏門際から約9町ほと離れている亀田川に堰を設けて、檜の板で作られた箱型の樋を地下に埋めて引き込んだ。濠の水は常に新しい水が流入し、飲むのに適していたので、冬に中川嘉兵衛が結氷を切り出した。1871年（明治4年）からこれを「函館氷」と銘打って京浜市場に送り、従来のアメリカ・ボストン産の輸入氷「ボストン氷」に品質面、価格面で好評を得る（かき氷の項目も参照）。1890年（明治23年）に五稜郭外壕貸与規則が変更されて競争入札になったのをきっかけに五稜郭から撤退。1891年（明治24年）は池田某、1892年（明治25年）からは京都の龍紋氷室の山田啓助が切り出していた。後、北海道は亀田川の切り替え工事に着手、取水口の屈曲部を切り替えてしまったので、濠へ水が入らなくなった。
役宅への給水は井上喜三郎（二代目備前喜三郎）の手による。

### 龜田村上水
亀田村共有水道とも呼ぶ。願乗寺川の柳橋から古亀田川尻（現在の北海道ガス函館支店付近）まで約600間を檜の板で作られた箱型の樋を地下に埋めて亀田村の人々に飲料水を供給した。井上喜三郎（二代目備前喜三郎）の手によるもの。1867年（慶応3年）着工、完成時期は明らかではないが、慶応の初年までには出来上がったといわれている。亀田村字村内、札幌通、万年橋、有川通方面の住民が利用した。1918年（大正7年）、鉄筋コンクリート管に交換、この頃から亀田雑用水道と呼ばれるようになった。用水は函館水電株式会社亀田火力発電所にも供給されていた。

### 代島剛平による上水計画
代島剛平は箱館龜田五稜郭御上水に見習い、函館方面への上水建設計画を立案したが、費用が膨大になる問題があり、実現しなかった。

### 近代的水道の水源として
函館は1887年（明治20年）の横浜に続いて1889年（明治22年）に全国で2番目に近代的水道を導入したとされている（ただ1888年（明治21年）、市来知（いちきしり、現・北海道三笠市、空知集治監の囚人の手によるものが2番目との説がある。三笠市#名所･旧跡も参照）。1923年（大正12年）に支流の笹流川に日本初のバットレスダム、笹流ダムが造られた（水道専用ダム、管理者は函館市水道局（現・函館市企業局上下水道部））。通称・赤川水源地と呼ぶ。これは「土木学会選奨土木遺産2001」に選定されている。さらに本流の上流には1960年（昭和35年）9月21日に建設された函館市水道局（現・函館市企業局上下水道部）の水道専用ダム「中野ダム」を元に1984年（昭和59年）にかさ上げされた補助治水ダムの新中野ダムがあり、こちらも水源となっている。取水された水は赤川低区浄水場と赤川高区浄水場で浄水されている。

### 防火用水の水源
白鳥橋と五稜郭橋の中間付近は元々大きく蛇行し、半月状に曲がった所があった。大正時代初期にこの部分に堰を設けて防火用水を引いた。この地点を通称「スッポンカッポン」と呼ぶ。流れがせき止められて深くなったこの付近は水死者が多かったという。この「スッポンカッポン」の由来ははっきりしていないが、ぬかるんだところを歩く際にドロに足元をとられ、それを無理に引き抜くと空気と水の作用でスッポーン、カッポーンと音を立てるところからきているといわれている（他に防火用水の堰を開閉する音という説、水死者が浮かび上がる音という説など諸説あり）。

### 灌漑用水
亀田川から灌漑用水路が設けられていた。赤川第一幹線から赤川第五幹線の5つのルートがあった。

### 利水権
亀田村内の亀田川の水利については、亀田村は水田などの灌漑用水に使っていた。しかし1889年（明治22年）に函館区が近代的上水道のために亀田川から取水した。
対して亀田村は1924年（大正13年）、河川法に基づき毎秒29.472立方尺の灌漑用水を使用する権利の確認を受ける。
中野ダム建設の水利権交渉において、亀田土地改良区側は1956年（昭和31年）の『亀田土地改良区沿革誌』では「水道に水を取られるので水不足により損害を受けている」との記述があるように、灌漑用水利権が侵害されるのではと危惧されていた。その背景には5つの灌漑用水取水口に計量装置が設置されていなかったために、取水時にトラブルが絶えなかったことが影響した（一般論としての灌漑用水の取水トラブルは水論の頁を参照）。
1960年（昭和35年）に函館市との間で亀田土地改良区が保有する水利権を侵害しない範囲で函館市が中野ダムや笹流ダムに貯水できるなどの協定を結んだ。
1960年（昭和35年）に函館市により中野ダムが完成し、亀田川から追加の上水道用水の取水が開始された。

## 環境保護

### 亀田川水源の森
支流の笹流川も含めて、上流部は1995年（平成7年）に林野庁が選定した「水源の森百選」の一つ「亀田川水源の森」として選定された。。
| 山岳   | 面積(ha) | 標高(m)  | 人工林(%) | 天然林(%) | 主な樹種                                                 | 制限林                                                     | 種類                             |
| ------ | -------- | -------- | --------- | --------- | -------------------------------------------------------- | ---------------------------------------------------------- | -------------------------------- |
| 袴腰山 | 3,260    | 100～300 | 0         | 100       | ブナ・ミズナラ・ダケカンバ・イタヤカエデ・トドマツ・スギ | 水源かん養保安林、鳥獣保護区、自然景観保護地区、保健保安林 | ダム貯水（新中野ダム、笹流ダム） |

亀田水源の森は環境保全機能が高い森林である。水源涵養機能の機能を高めるため、必要以上の伐採や間伐を行わない森林整備を行っている。また、集水区域内の私有地を買収して林地化を進めた函館市の取組に対して、平成6年度に国土庁から水源功労者の表彰を受けた。
笹流ダム、新中野ダムの前広場は、公園として整備されており、古くから赤川水源地として親しまれている。夏には森林やダムの重要性をＰＲする「水と緑の祭典」が開催されている。
- 所在地：北海道函館市亀田中野町、亀田大森町、赤川町、水元町、陣屋町

（データは指定年1995年（平成7年）7月）

### 環境保護活動
亀田川をきれいにする市民の会によるボランティアの清掃活動によってゴミが取り除かれ、サケの遡上も話題になるようになった。現在は取り組みを一歩進めて啓蒙活動も行っており、これらの取り組みが評価され北海道社会貢献賞に輝いた。

## 源流
- 黒井川 - 赤井川と違い清流で川魚が棲息する[30]。
- 赤井川 - 白沼・赤沼を作った各所の湧水を集めている。微量の鉄分を含むので川魚が棲息しない[30]。さらに上流で左股沢と右股沢に分かれる[31]。

## 支流
- 雁皮川 - 雁皮平から流れ出ている。精進川の合流点付近は荒砥があるので荒砥川と呼ぶ人もいる。この川にはイワナなどがいる。下流は笹流ダム[32]。
  - 精進川 - 雁皮川の支流で不動ヶ沢を流れる。不動ヶ沢の由来は、昭和23年頃不動明王像が安置されたからにちなむ。笹流川と言われているが正しくは精進川である。河川名由来は鉱泉の水が流れているので魚がいないことからである[33]。
    - 笹流川 - 精進川支流[34]。

## 観測点

### 水位観測点
- 富岡：北海道函館市富岡町富岡橋上流

### 雨量観測点
- 新中野ダム：北海道函館市亀田中野町370
- 袴腰：北海道函館市亀田大森町192

## 見所
- 旧河口及び古亀田川面影はない。願乗寺川跡は現在の高砂通りである。
- 笹流ダム - ダム湖百選
  - ダム天端は常時公開されている。秋は紅葉スポット。
  - 函館バス・105系統「赤川」行き『赤川小学校』下車
  - 駐車場あり。
- 新中野ダム・ダム公園
  - 道内の主要ダム（大雪ダム、豊平峡ダム）と笹流ダム、新中野ダムの精巧なコンクリート製模型がある。親水公園。
  - 公共交通機関なし。タクシーまたはレンタカー、マイカー利用。駐車場あり。

## 主な橋梁
新川区間
- 大森橋 - 国道278号の橋。昭和9年函館大火の避難の際に崩落、惨事になった。当時は木造橋[35]。1888年（明治21年）以降の橋[36]。
- 高盛橋 - 昭和9年函館大火の避難の際に崩落、惨事になった。当時は木造橋[35]。
- 新川橋 - 昭和9年函館大火の避難の際に崩落、惨事になった。当時は木造橋[35]。昭和時代以降の橋[37]。
- 昭和橋 - 旧称・東川橋[38]。北海道道83号函館南茅部線・函館市企業局交通部（通称・函館市電）湯の川線の橋。1921年（大正10年）から1924年（大正13年）にかけて導入した大型ボギー路面電車「函館水電50形電車」や鮫川橋 - 大門間の複線化に対応するために拡幅工事を受けた。1933年（昭和8年）にコンクリート橋に架け替え、昭和橋に改名[38]。そのため昭和9年函館大火の際に崩落しなかった[35]。
- 白滝橋（白瀧橋） - 昭和橋と中の橋の中間に位置する昭和31年当時木造の橋。昭和時代の橋[37]。
- 中の橋 - 函館・道南大事典では旧名で亀田川橋[39]。函館市教育委員会資料では別名で亀田川橋としている[36]。万延元年布告[40]。
- 亀田橋 - かつて新川取入口近くの新亀田川にあった橋。万延初年[36]。

旧亀田川区間
- 万年橋 - 1804年（文化元年）箱館奉行が架けた橋。亀は万年より命名。長さ12間（約21.8m）、幅2間（約3.6メートル）[41]。
- 亀田橋 - 別名・五色橋。亀田丁サ佐野の前、すなわちガス会社前にあった橋[36]。
- 亀田八幡宮参道の太鼓橋 - 現存[9]。なお、伊能忠敬の箱館図（寛政12年）では亀田八幡宮そばの橋を亀田橋と呼んだ[36]

亀田川区間
- 白鳥橋 - 願乗寺川はこの橋の付近から分流[9]
- 歓喜橋 - 北海道道100号函館上磯線（通称・産業道路）の橋。北海道道上磯亀田湯川線（当時）の改良工事で架橋される。1954年（昭和29年）8月30日に竣工式が行われ名付けられた鉄筋コンクリート橋[42]。

願乗寺川区間
函館山山麓の掘割と注ぎ込む分流「願乗寺川」。1801年（享和元年）に函館奉行が水運と貨物の積み下ろしのために堀割を設けた。1859年（安政6年）から亀田川の分流が注ぎ込む。1888年<明治21年>頃に埋め立てられ現在はない。
- 掘割区間
  - 旭橋[43]
  - 観月橋[43] - 読み方は「カンゲツキョウ」と音読みをする。堀江町（以前の町丁名）と船場町（以前の町丁名）間に架けられていた[36]。
  - 夕日橋[43]
  - 六ノ橋[43]
  - 元橋[43]
  - 四ノ橋[43]
  - 五ノ橋[43]
  - 三ノ橋[43]
  - 二ノ橋[43]
  - 永国橋（栄国橋・異国橋）- 函館市電十字街停留場付近にあった[44]。土方歳三が戦死した場所とも言われている（異国橋説。詳細は若松町 (函館市)#旧町丁の概要を参照）[45][46][47]。
- 願乗寺川区間
  - 恵比須橋[43][48] - 蔵前通りと恵比須町（以前の町丁名）との間に架けられていた。明治初年ころの橋[36]。
  - 御蔵橋[43][48]
  - 願乗寺橋[43][48]
  - 下湯川橋[48]
  - 中の橋[48]
  - 柳橋[48]
  - 湯川橋[48] - 現・宮前橋。
  - 亀田橋[48] - 現・鍛冶橋。